# Jan Weiss
Jan Weiss (10. května 1892 Jilemnice – 7. března 1972 Praha) byl ministerský úředník, český spisovatel, prozaik. Je považován za jednoho ze zakladatelů české sci-fi, je nositelem titulu Zasloužilý umělec.

## Životopis

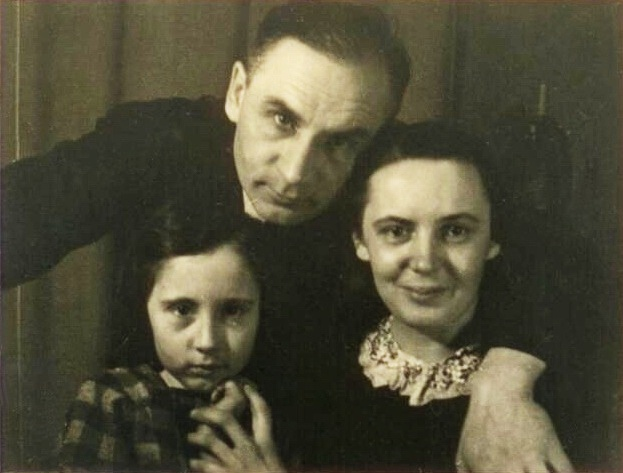
Spisovatel Jan Weiss s rodinou, asi 1934.

Studium gymnázia začal v Hradci Králové (1905–1908), dokončil jej a maturoval roku 1913 ve Dvoře Králové . Pak začal ve Vídni studium práv, ale v roce 1914 musel narukovat do první světové války. Bojoval na ruské frontě. V roce 1915 byl u Tarnopolu zajat a zbytek války prožil jako zajatec – prošel zajateckými tábory Tockoje, kde prodělal skvrnitý tyfus, a Berezovka na Sibiři. Roku 1917 se přidal k československým legiím, k záložnímu pluku v Žitomiru. Zde začal psát. Po návratu do Československa (1920) působil na ministerstvu veřejných prací. Po okupaci musel v roce 1942 odejít do výslužby, ale v roce 1945 se na ministerstvo vrátil. Od roku 1947 se věnoval pouze literatuře. V roce 1957 obdržel titul zasloužilého umělce.
Jeho dcerou je spisovatelka Jana Dubová (*1929).

## Dílo
První povídky tiskl od roku 1924 časopisecky, ovšem prvním literárním dílem zachovalým v rukopise bylo drama Penza z roku 1918. Jeho první knihy byly vydány v roce 1927. První román, Dům o tisíci patrech (1929), jej řadí k českým zakladatelům sci-fi. Pozdější dílo je tematicky rozmanité, tato díla se velmi často zabývají prolínáním snů a skutečnosti. V povídkách napsaných po druhé světové válce se zabýval budoucností.
První Weissova otištěná práce se příznačně jmenovala Sen. Název symbolicky předznamenává celé jeho dílo. Sen se totiž stal základem rozmanitých světů s jeho pomocí Weissem vybudovaných.

### 1. světová válka
Přímá inspirace 1. světovou válkou je ojedinělá a nacházíme ji v povídce Bláznivý regiment (1930).

### Tockoje
Vedle zmíněné reflexe války jsou odrazy zážitků ze zajateckého tábora Tockoje, ve kterém se Weiss po zajetí na ruské frontě ocitl, daleko četnější, mají vliv na zformování Weisse jako spisovatele, zasáhly jej v podstatě na celý život a stejně tak se stále derou do jeho díla a formují je.
Táborový život došel realistického zpodobení ve třech prózách sbírky Barák smrti (1927).
Další tři povídky Baráku smrti vycházejí z Weissovy lágrové zkušenosti s tyfem. V próze Horečka jde o první náčrt reálného děje románu Dům o 1000 patrech. Obsáhlejší povídku Barák smrti a povídku Generál Weiss sloučil v dramatický tvar, který zůstal v rukopisu (Usnul komediant…).
V uvedených povídkách se v konfrontaci setkává sen s realitou a vidíme jeho přerůstání do fantastických vidin. V povídce Poselství z hvězd (později pod názvem Apoštol) člověk v ní ze světa, v němž nelze žít, utíká do světa horečnatých halucinací jako jediné naděje.
Jejich fantastický svět se v podstatě osamostatňuje v románu Dům o 1000 patrech (1929; také Dům o tisíci patrech).
Román dokládá, že si Weiss uvědomil, jak velký dar tyfové sny byly, a že jej navíc dokázal vrchovatě využít. Díky této inspiraci mohl vystavět celý fantastický svět, který je ve skutečnosti šíleným snem tyfem nemocného zajatce blouznícího na pryčně baráku v lágru. Je zároveň metaforou i alegorií společenské skutečnosti.
V těžišti knihy bylo zobrazení tyfového snu. Ten je předváděn tak, aby ho čtenář zprvu vnímal jako fantastický svět, utopii, sci-fi. Zároveň jde o hlubinnou psychoanalýzu vědomí zasaženého válkou.

### Legie
Dalším mezníkem na Weissově cestě byl vznik československých legií. Ve sbírce Barák smrti Weiss tomuto tématu věnoval dvě prózy. Světonázorový boj a vývoj legionáře se rozvinul do dramatické podoby v práci Penza (Legionářské besedy, 1926).

### Sny
Zájem o sen dovedl Weisse k záznamu snů; postupně se od něj propracovává k budování dramatické linie, příběhu. Jsou to Dva sny (sbírka Zrcadlo, které se opožďuje, 1927). Další sny se v knižní podobě objevily ve sbírce Nosič nábytku, 1941.
Završením této linie Weissovy tvorby jsou Tři sny Kristiny Bojarové (1931). Snové představy tvoří obsah tohoto díla, jako forma sdělení pak bylo použito divadelního scénáře.

### Fantazie
Samostatný fantastický svět nacházíme už v povídce Král Zimoslav a moucha (Nosič nábytku, 1941). Tři prózy tímto způsobem stopují lidské vášně. Zrcadlo, které se opožďuje (Zrcadlo, které se opožďuje, 1927), Odvážný zbabělec (Bláznivý regiment, 1930) a vrcholem této linie pak je povídka Radio – růže – ruka (Zrcadlo, které se opožďuje, 1927).
Přechodem od fantastických světů k realitě je skutečnost nějakým rysem ozvláštněná. Weiss k jejímu vytváření dospívá také ze snů, jak dokládá obsáhlejší Meteor strýce Žulijána, 1947 (Bláznivý regiment, 1930). Méně náročná je zejména Poslední noc vraha Hamáčka (Národní osvobození, 1924) i dvě kratší prózy ze Zrcadla, které se opožďuje (1927). Povídka U zelené trávy (Bláznivý regiment, 1930) procvičuje příští postupy prózy s tajemstvím v závěru racionálně vysvětleným. Značně pozdější je hříčka Po operaci (Bianka Braselli, dáma se dvěma hlavami, 1961).
Obsáhlejší je debutový Fantom smíchu (1927). Základní téma: Protagonista si uvědomí svůj přídomek, protože mu překáží při námluvách, a snaží se vydobýt si jiný.
Na jedné straně je próza studií geneze přízviska, na druhé straně se pak psychologický zájem soustřeďuje na drobnokresbu a povahokresbu maloměstských postaviček a figurek. To jej spojuje s regionálním románem Přišel z hor).
Povídka Bianka Braselli, dáma se dvěma hlavami (Zrcadlo, které se opožďuje, 1927) je psychologickou studií člověka propadlého touze po dvouhlavé ženě.

### Dobro a zlo
Škola zločinu (1931) se zabývala problémem etického hledání. Za okupace se pak příběh člověka ke zlu vychovávaného působivě aktualizuje společenskou situací (a pro vydání v roce 1943 je román přepracován pod názvem Zázračné ruce).

### Politické strany
Napříč tvůrčími záměry se do Weissova díla živelně vedrala aktuální doba. Hašteření politických stran za 1. republiky znepokojilo Weisse natolik, že se cítil nucen promluvit. Tak pod tlakem „společenské objednávky“ vznikl román Mlčeti zlato (1933).

### Hledání hodnot
Vedle dění politického znepokojovalo Weisse za 1. republiky i dění v rovině společensko-kulturní. Pokusil se to vyslovit dramatickou formou pod názvem Básník a boxer. Celek zůstal v rukopisu.

### Hledání východiska
Námětem k zamyšlení se Weissovi stala i hospodářská situace 1. republiky, zejména období krize, a úvaha jej dovedla až ke kritickému hodnocení společnosti, vše počítající v penězích, v románu Spáč ve zvěrokruhu (1937).

### Dílčí inspirace
Ve sbírce Nosič nábytku (1941) nacházíme ještě několik próz různé provenience. Hlubokým humanismem a střízlivým realistickým zpodobením se vyznačují dvě povídky. Psychologický zájem poznamenal další dvě prózy. První láska pak vyslovuje Weissovu vzpomínku z dětství. Rudá rukavička čerpá z bizarního setkání pisatele románu na pokračování s jeho čtenáři. Do Povídek o lásce a nenávisti (1944) se dostala ještě próza podobného ražení – Obrázek.

### Okupace
Na rozdělení Československé republiky a obsazení Čech a Moravy Němci Weiss reaguje mnohostrannou literární aktivitou.
Umělecky nejzávažnějším činem bylo vydání románu Přišel z hor (1941). Weiss v něm protektorátního čtenáře uvádí do Jilemnice svého dětství, tedy do doby, kdy Krkonoše byly ještě české, a jinotajnými připomínkami jej upozorňuje, že „dobří duchové se zjevují vždycky, když je nejhůř“.
Svůj význam měly i prózy připomínající symboly, k nimž se vždy upínala naše národní hrdost, zejména Praha. Za okupace vyšly dvě jeho povídky ve sbornících posilujících národní myšlenku.
Snaha posílit národ našla cestu i při formování jeho mravního vědomí. Tento úkol na sebe většinou vzaly Povídky o lásce a nenávisti (1944).
K uvedeným povídkám se přiřazuje Sedmý příběh (sborník Milostný kruh, 1946).
Román o realitě okupace byl vydán až po válce pod titulem Volání o pomoc (1946).
Dva texty satirické vyšly ve sbírce Bianka Braselli, dáma se dvěma hlavami (1961).
Později vznikla próza Slavný pes (Příběhy staré i nové, 1954), která se obrací proti militaristicko-fašistickému převracení hodnot.
Téma okupace zpracoval Jan Weiss i dramatickou formou. Hra Purpurové schodiště zůstala v rukopise. Halucinační vize hrdinky jsou převzaty ze Tří snů Kristiny Bojarové.

### Nová realita
Po únoru 1948 se podstatně změnila společenská situace. Reakcí na to byly nové příběhy ze sbírky Příběhy staré i nové (1954).

### „Vědecká fantazie“
Při řešení problému, co a jak psát, postupně vznikly tři knihy povídek označovaných kritikou za „vědeckofantastické“.
Tři sbírky (k nimž se řadí ještě netištěná próza Dvě města), výsledek Weissovy upřímné snahy najít, se mezi sebou liší zabarvením světa povídek. Zatímco Země vnuků (1957) usiluje o realistickou vážnost, sbírka Družice a hvězdoplavci (1960) rozvíjí realistickou popisnost směrem k ironické až satirické nadsázce, kdežto sbírka Hádání o budoucím (1963) vrchovatě využívá možností poetizace, Zemí vnuků jen naznačených.

### Sbírky povídek
- Zrcadlo, které se opožďuje, Praha : Fr. Svoboda a R. Solař, 1927
- Barák smrti – Praha : Vyšehrad – Volná myšlenka, 1927, zážitky ze zajetí a z legií
- Bláznivý regiment – Praha : Vladimír Orel, 1930, titulní povídka je válečná satira
- Nosič nábytku – 1941
- Povídky o lásce a nenávisti – 1944
- Příběhy staré i nové – Praha : Československý spisovatel, 1954
- Lojzka – 1. samost. vyd. Praha : Československý spisovatel, 1956, původně povídka O věrnosti ze sbírky Příběhy staré i nové
- Země vnuků – sci-fi z roku 1957
- Družice a hvězdoplavci – sci-fi z roku 1960
- Bianka Braselli, dáma se dvěma hlavami – 1961 (výbor ze starších knih)
- Hádání o budoucím – sci-fi z roku 1963
- Zrcadlo, které se opožďuje – 1964 (výbor ze starších knih)
- Bláznivý regiment – 1979 (výbor ze starších knih)
- Lidé ve zvěrokruhu – 1980 (výbor ze starších knih)
- Fantóm smíchu a jiné grotesky – 1986 (výbor ze starších knih)

### Románová tvorba
- Fantóm smíchu – Praha : Pokrok, 1927, humoreska
- Dům o tisíci patrech – Praha : Melantrich, 1929, románový přepis horečnatých vizí vojáka nakaženého tyfem. Tomuto vojákovi (ve snu jako detektiv Petr Brok) se svět promění ve fantastický tisícipatrový dům, který je podobenstvím současné společnosti. Vypravěčskou osou je příběh záchrany uvězněné princezny. 9. vydání vyšlo v roce 2000 v nakladatelství Euromedia Group a Knižní klub.
- Škola zločinu – Praha : Vydavatelstvo Družstevní práce, 1931, kriminálně-psychologický příběh
  - Zázračné ruce, přepracován předchozí titul, vyšlo Alois Hynek, 1943 a Mladá fronta : 1967
- Mlčeti zlato – Praha : Sfinx Bohumil Janda, 1933, společenská satira, groteska s psychologickými prvky
- Spáč ve zvěrokruhu Praha : Evropský literární klub, 1937, román kritizující společnost. Jednotlivá vydání: 1937, 1958, 1962, 1971
- Přišel z hor – Praha : L. Mazáč, 1941, příběh, v němž jsou obyvatelé Jilemnice konfrontováni s dětským pohádkovým světem, představovaným postavou Krakonoše. Jednitlivá vydání: 1941, 1947, 1957, 1963, 1982.
- Volání o pomoc – Brno : Svobodné noviny, 1946, psychologický román z období okupace. Jednotlivá vydání: 1946, 1947, 1959.
- Meteor strýce Žulijána – 1. samost. vyd. (označeno jako vyd. 2.) Praha : Jaroslav Koliandr, 1947